# Hans Kitzmüller
Hans Kitzmüller (* 1945 in Brazzano di Cormòns) ist ein italienischer Publizist, Autor und promovierter Germanist aus Friaul.
Kitzmüller lebt in seiner Heimatgemeinde Brazzano und arbeitet zur überregionalen Kulturgeschichte und Literatur, die verschiedene sprachliche und kulturelle Wurzeln hat. Kitzmüller übersetzt aus dem Italienischen und dem Deutschen in die jeweils andere Sprache und aus dem Friulanischen.

## Schriften (Auswahl)
- Winckelmann in Dresden, Graz: Styria 1980
- Alfonso Canciani a Vienna, Udine 1984. Über Alfonso Canciani
- Über das Innehalten auf einem Feldweg : ein poetischer Versuch in elf Bildern, Graz: Styria 1993
- Anita Pichler: Über das Innehalten auf einem Feldweg : ein poetischer Versuch in elf Bildern, 1993
- Görz 1500-1915 : ein vergessenes Kapitel altösterreichischer Dichtung, Klagenfurt: Carinthia, 1995
  - Görz 1500 - 1915 : ein vergessenes Kapitel altösterreichischer Dichtung: eine Ausstellung der Österreichischen Nationalbibliothek, Wien I, Heldenplatz, vom 3. Mai bis zum 10. Juni 1995
- Portulan der Gefühle : eine Geschichte aus dem Küstenland, Graz: Verl. Styria, 1996 * Friaul, Klagenfurt: Wieser, 1998
- Meeresstille bei Lussin : Roman, Aus dem Ital. von Michael Reinthaler, Graz: Verl. Styria, 1996
- Viaggio alle Incoronate, Treviso: Santi Quaranta 1999
- Peter Handke : da Insulti al pubblico a Giustizia per la Serbia, Torino: Bollati Boringhieri, 2001
- Letteratura austriaca a Gorizia : stampa, poesia e narrativa in lingua tedesca fino al 1915, Gorizia: Vittorelli, 2002
- Arcipelago del vento, Trieste: LINT, 2003
- Pier Paolo Pasolini: Die Türken in Friaul. Aus dem Friulan. von Hans Kitzmüller und Horst Ogris. Klagenfurt: Wieser 2003
- Anton von Mailly: Ricordi goriziani, Gorizia: LEG, 2004
- Nora Gregor: Weit weg von Wien. Braitan-Verlag, Brazzano (Gorizia) 2014. ISBN 978-88-86950-18-3[1]